# Pucaranra
El Pucaranra (possiblement del quítxua puka 'vermell', ranra 'pedregós', 'terreny pedregós',) és una muntanya de la Cordillera Blanca, al centre del Perú, a la serralada dels Andes, que s'eleva fins als 6.147 msnm. (tot i que altres fonts citen una alçada de 6.156 msnm. Està situat a la regió d'Ancash, al sud-oest del Chinchey.